# Dicranoptycha spinigera
Dicranoptycha spinigera är en tvåvingeart som beskrevs av Alexander 1958. Dicranoptycha spinigera ingår i släktet Dicranoptycha och familjen småharkrankar.
Artens utbredningsområde är Madagaskar. Inga underarter finns listade i Catalogue of Life.